# Escut d'Alforja
L'escut oficial d'Alforja
S'hi veu el castell medieval d'Alforja, ara en ruïnes (només en queden restes dels murs i la base d'una torre). L'estel del damunt és un senyal tradicional de les armes de la vila.